# São João do Cariri
São João do Cariri är en kommun i Brasilien.   Den ligger i delstaten Paraíba, i den östra delen av landet, 1 500 km nordost om huvudstaden Brasília. Antalet invånare är 4 344.
Omgivningarna runt São João do Cariri är huvudsakligen savann. Runt São João do Cariri är det glesbefolkat, med 9 invånare per kvadratkilometer.